# Acacia quornensis
Acacia quornensis är en ärtväxtart som beskrevs av John McConnell Black. Acacia quornensis ingår i släktet akacior, och familjen ärtväxter. Inga underarter finns listade i Catalogue of Life.